# Griesbach (Garchinger Mühlbach)
Der Griesbach ist ein Fließgewässer in der Stadt Garching bei München.

## Lage
Der Griesbach entsteht als Abzweig aus dem Schwabinger Bach in der Mittleren Isarau. Er fließt weitgehend parallel zur Isar und zum Bach Gießen nach Norden. Vor dem Forschungszentrum Garching mündet er von rechts in den Garchinger Mühlbach.